# Maria Teresa Bonilla i Elias
Maria Teresa Bonilla i Elias (Puigcerdà, 4 d'agost de 1918 - Barcelona, 4 de gener de 1992) va ser una veterinària catalana, la primera dona a exercir la veterinària al Principat.
Era filla de Gonçal Bonilla i Martin mestre de professió nascut a Santa Oliva (1887-1952) i de Maria Elías i Canals.
Va estudiar a Saragossa durant 1934-35 però a causa de la Guerra Civil Espanyola no va poder graduar-se fins al 1941.
El 1946 guanyà per oposició la plaça de veterinari municipal de l'Ajuntament de Barcelona i va entrar a treballar a l'escorxador municipal. Col·legiada al Col·legi Oficial de Veterinaris de Barcelona, fou la primera dona veterinària de Catalunya. El 1976 passà a exercir com a cap del Servei de Zoonosis Transmissibles.